# Niangua (rivière)
La rivière Niangua, en anglais : Niangua River, est un cours d'eau affluent de la rivière Osage, dans la région Ozarks, au sud et au centre du Missouri, aux États-Unis. Par les rivières Osage et Missouri, elle fait partie du bassin versant du fleuve Mississippi. 

## Géographie
De 201 km, la rivière Niangua se forme dans le comté de Webster, par la confluence de ses bifurcations est et ouest et coule globalement vers le nord à travers les comtés de Dallas, Laclede et Camden, traversant les parcs Bennett Spring (en), du lac Niangua (en) et Ha Ha Tonka (en). Elle se jette dans la rivière Osage, en tant que bras du lac des Ozarks, qui est lui-même formé par le barrage de Bagnell, sur l'Osage. En tant qu'élément du lac, elle a pour affluent la rivière Little Niangua (en). 

### Bassin versant
Son bassin versant est de 2 700 km2

## Hydrologie
Son module est de 13 m3/s. 
Son régime hydrologique est dit pluvial océanique.

### Source de la traduction
- (en) Cet article est partiellement ou en totalité issu de l’article de Wikipédia en anglais intitulé « Niangua River, Missouri » (voir la liste des auteurs).